# Puerto Avaroa Faja Central
Puerto Avaroa Faja Central (auch: Puerto Avaroa) ist eine Ortschaft im Departamento Santa Cruz im Tiefland des südamerikanischen Anden-Staates Bolivien.

## Lage im Nahraum
Puerto Avaroa ist eine Ortschaft im Municipio Yapacaní in der Provinz Ichilo. Puerto Avaroa liegt 36 Kilometer westlich von Yapacaní, auf einer Höhe von 257 m drei Kilometer nordöstlich des Río Ichilo.

## Geographie
Puerto Avaroa liegt im bolivianischen Tiefland an den nordöstlichen Ausläufern der Cordillera Oriental. Das Klima ist ein tropisches Feuchtklima mit einer deutlich ausgeprägten Regenzeit.
Die Region weist eine mittlere Jahrestemperatur von 26 °C auf, die Monatsdurchschnittswerte liegen zwischen 23 °C im Juli und gut 28 °C von November bis Februar (siehe Klimadiagramm Puerto Grether). Der durchschnittliche Jahresniederschlag beträgt etwa 1700 mm, mit Monatswerten zwischen 200 und 300 mm von Dezember bis Februar und ausreichend Feuchtigkeit in allen Monaten.

## Verkehrsnetz
Puerto Avaroa liegt in einer Entfernung von 163 Straßenkilometern nordwestlich von Santa Cruz, der Hauptstadt des Departamentos.
Nuevo Horizonte liegt an der 1657 Kilometer langen Nationalstraße Ruta 4, die von Tambo Quemado an der chilenischen Grenze in West-Ost-Richtung das gesamte Land durchquert und nach Puerto Suárez an der brasilianischen Grenze führt. Sie führt über Cochabamba, Villa Tunari und Bulo Bulo nach Puerto Grether, überquert dort den Río Ichilo und führt weiter über Puerto Avaroa nach Yapacaní, Santa Cruz und Roboré bis nach Puerto Suárez.

## Bevölkerung
Die Einwohnerzahl der Ortschaft ist im vergangenen Jahrzehnt leicht zurückgegangen:
| Jahr | Einwohner         | Quelle       |
| ---- | ----------------- | ------------ |
| 1992 | keine Detaildaten | Volkszählung |
| 2001 | 598               | Volkszählung |
| 2012 | 555               | Volkszählung |
| 2024 |                   | Volkszählung |